# Odontaster rosagemmae
Odontaster rosagemmae is een zeester uit de familie Odontasteridae.
De wetenschappelijke naam van de soort werd in 2001 gepubliceerd door Donald George McKnight.